# Five World Trade Center
5 World Trade Center, también conocido como 130 Liberty Street, es un rascacielos de uso mixto proyectado para ser construido en Lower Manhattan, en Nueva York. Estará localizado en el complejo del nuevo World Trade Center, en el lugar que anteriormente ocupó el Deutsche Bank Building, que sufrió graves daños tras los atentados del 11 de septiembre de 2001 y fue demolido por completo a fines de enero de 2011. Se espera que la construcción se inicie en 2025 y finalice en 2030.

## Características
El 13 de febrero de 2021 se anunció que Brookfield Properties y Silverstein Properties serán los desarrolladores del sitio. Está diseñado por el estudio de arquitectura Kohn Pedersen Fox Associates.

### Usos
El edificio tendrá 17 650 m² de espacio para oficinas, un espacio para instalaciones comunitarias de 1 115 m², 5.110 m² de espacio para servicios públicos, 650 m² para comercios y 111 480 m²de espacio residencial dividido en 1 325 apartamentos.